# أدريان سيلفا مورينو
أدريان سيلفا مورينو (بالإسبانية: Adrián Silva Moreno)‏ هو صحفي مكسيكي، ولد في 26 أغسطس 1978 في اوريزابا في المكسيك، وتوفي في 14 نوفمبر 2012 في Tehuacán ‏ في المكسيك.